# Oxylobium robustum
Oxylobium robustum är en ärtväxtart som beskrevs av J.Thompson. Oxylobium robustum ingår i släktet Oxylobium och familjen ärtväxter. Inga underarter finns listade i Catalogue of Life.